# Họ Hồi
Họ Hồi (danh pháp khoa học: Illiciaceae) là một họ thực vật có hoa. Họ này được phần lớn các nhà phân loại học công nhận, ít nhất là trong vài thập niên vừa qua.
Hệ thống APG II năm 2003 không công nhận họ này. Tuy nhiên, hệ thống này cũng cho phép một sự lựa chọn tùy ý để tách họ này từ họ Ngũ vị tử (Schisandraceae). Họ (tách ra tùy chọn) này sau đó có định nghĩa theo truyền thống, bao gồm một chi duy nhất là Chi Hồi (Illicium), với 37-42 loài, chủ yếu sinh trưởng tại khu vực Đông Nam Á và trong khu vực Tây Ấn (Caribe) và những khu vực cận kề thuộc Bắc Mỹ.
Hệ thống APG III năm 2009 không công nhận họ này và đưa chi Illicium vào trong họ Schisandraceae.
Để xem thêm chi tiết về vị trí của nó trong các hệ thống, xem bài về họ Ngũ vị tử (Schisandraceae).

## Mô tả
Họ này bao gồm các cây bụi hoặc cây gỗ nhỏ thường chứa các hợp chất thơm dễ bay hơi. Các lá thường xanh, đơn, mọc so le, xoắn ốc (đôi khi tụ tập về phía đầu cành cây), như da, có cuống lá, gân lá lông chim, không bẹ lá, có/không đốm tuyến; có/không mùi thơm. Các phiến lá nguyên. Hoa lưỡng tính, và thường sặc sỡ, có kích thước từ nhỏ đến lớn, và bao gồm nhiều phần riêng biệt thay đổi mức độ một chút khi chúng xoắn xung quanh đế hoa. Các phần bắt đầu bằng một bao hoa gồm các cánh đài mọc vòng, với các cánh đài của các vòng xoắn bên ngoài giống lá đài nhiều hơn, dần dần chuyển thành giống cánh hoa nhiều hơn ở các vòng xoắn bên trong. Nhị hoa nhiều và xếp thành vòng xoắn. Các lá noãn cũng sắp xếp thành vòng xoắn, tách biệt và có từ 5 đến nhiều lá noãn mỗi vòng xoắn, mỗi lá noãn chứa một noãn.
Thân cây có các mắt một lỗ khuyết. Các mô mạch sơ cấp hình trụ, không có các bó mạch tách biệt; ở bên. Không có libe bên trong. Dày lên thứ sinh phát triển từ vòng phát sinh gỗ thông thường. Mạch gỗ với các quản bào. Các thể hạt ống sàng là loại S.
Quả hợp không mọng thịt; lá noãn tạo quả thể nứt, với quả đại (vòng các quả đại thường tỏa tia kiểu hình sao) và có một hạt. Hạt nhiều nội nhũ và dầu. Phôi khu biệt rõ (rất nhỏ), không chất diệp lục. Lá mầm 2. Sự nảy mầm là có lá mầm thấy được.

## Hóa thực vật
Lá chứa tinh dầu. Có các proanthocyanidin và anthocyanidin (cyanidin và delphinidin). Cũng chứa các flavonol (kaempferol và quercetin). Quả tạo ra 2,5 – 5% tinh dầu chứa chủ yếu là trans-anethol.

## Phát sinh chủng loài
Phát sinh chủng loài của họ Hồi trong phạm vi bộ Austrobaileyales là:

| Schisandraceae s. l. | \| \| Illiciaceae (Illicium) \| \| \| \| \| \| Schisandraceae s. s. \| \| \| \| |
|                      | \| \| Illiciaceae (Illicium) \| \| \| \| \| \| Schisandraceae s. s. \| \| \| \| |
|                      | Illiciaceae (Illicium)                                                          |
|                      |                                                                                 |
|                      | Schisandraceae s. s.                                                            |
|                      |                                                                                 |

|  | Illiciaceae (Illicium) |
|  |                        |
|  | Schisandraceae s. s.   |
|  |                        |

| Schisandraceae s. l. | \| \| Illiciaceae (Illicium) \| \| \| \| \| \| Schisandraceae s. s. \| \| \| \| |
|                      | \| \| Illiciaceae (Illicium) \| \| \| \| \| \| Schisandraceae s. s. \| \| \| \| |
|                      | Illiciaceae (Illicium)                                                          |
|                      |                                                                                 |
|                      | Schisandraceae s. s.                                                            |
|                      |                                                                                 |

|  | Illiciaceae (Illicium) |
|  |                        |
|  | Schisandraceae s. s.   |
|  |                        |

| Schisandraceae s. l. | \| \| Illiciaceae (Illicium) \| \| \| \| \| \| Schisandraceae s. s. \| \| \| \| |
|                      | \| \| Illiciaceae (Illicium) \| \| \| \| \| \| Schisandraceae s. s. \| \| \| \| |
|                      | Illiciaceae (Illicium)                                                          |
|                      |                                                                                 |
|                      | Schisandraceae s. s.                                                            |
|                      |                                                                                 |

|  | Illiciaceae (Illicium) |
|  |                        |
|  | Schisandraceae s. s.   |
|  |                        |

| Schisandraceae s. l. | \| \| Illiciaceae (Illicium) \| \| \| \| \| \| Schisandraceae s. s. \| \| \| \| |
|                      | \| \| Illiciaceae (Illicium) \| \| \| \| \| \| Schisandraceae s. s. \| \| \| \| |
|                      | Illiciaceae (Illicium)                                                          |
|                      |                                                                                 |
|                      | Schisandraceae s. s.                                                            |
|                      |                                                                                 |

|  | Illiciaceae (Illicium) |
|  |                        |
|  | Schisandraceae s. s.   |
|  |                        |